# Argo Anfilochico
Argo anfilochico (in greco antico: Ἄργος τὸ Ἀμφιλοχικόν?) è stata un'antica città presso la costa orientale del golfo di Ambracia. Secondo la leggenda la città venne fondata da alcuni Argivi al comando di un certo Anfiloco, figlio di Anfiarao (Tucidide, II, 68). Una seconda versione (Apollodoro, Biblioteca, III, 7, 7) vuole che l'abbia fondata Alcmeone, in onore al fratello Anfiloco. Probabilmente la città, che, dalle fonti, risulta non avere chiare origini elleniche, fu fondata dagli Ambracioti che la chiamarono "Argo" (un nome comune per le città in pianura presso la costa).
Durante la guerra del Peloponneso la città fu conquistata dagli Ambriacioti, i quali si allearono con gli Acarnani. Gli Ateniesi, considerata pericolosa la conquista di Argo degli Ambracioti, inviarono una spedizione al comando di Formio, che distrusse la città e fece schiavi gli abitanti (432 a.C.). Dopo un primo tentativo di riconquista (431 a.C.), gli Ambracioti si allearono con Euriloco che marciò verso Argo anfilochico con 3 000 opliti. I risultati della spedizione risultarono effimeri: gli Ateniesi, al comando di Demostene, riconquistarono la città per gli Acarnani e conclusero con gli Ambracioti una pace.
Durante il III secolo a.C., Argo fece parte del regno di Pirro e, successivamente, si unì alla lega etolica fino a quando nel 167 a.C. fu conquistata da Lucio Emilio Paolo Macedonico durante la terza guerra macedonica.